# Gruvlastmaskin

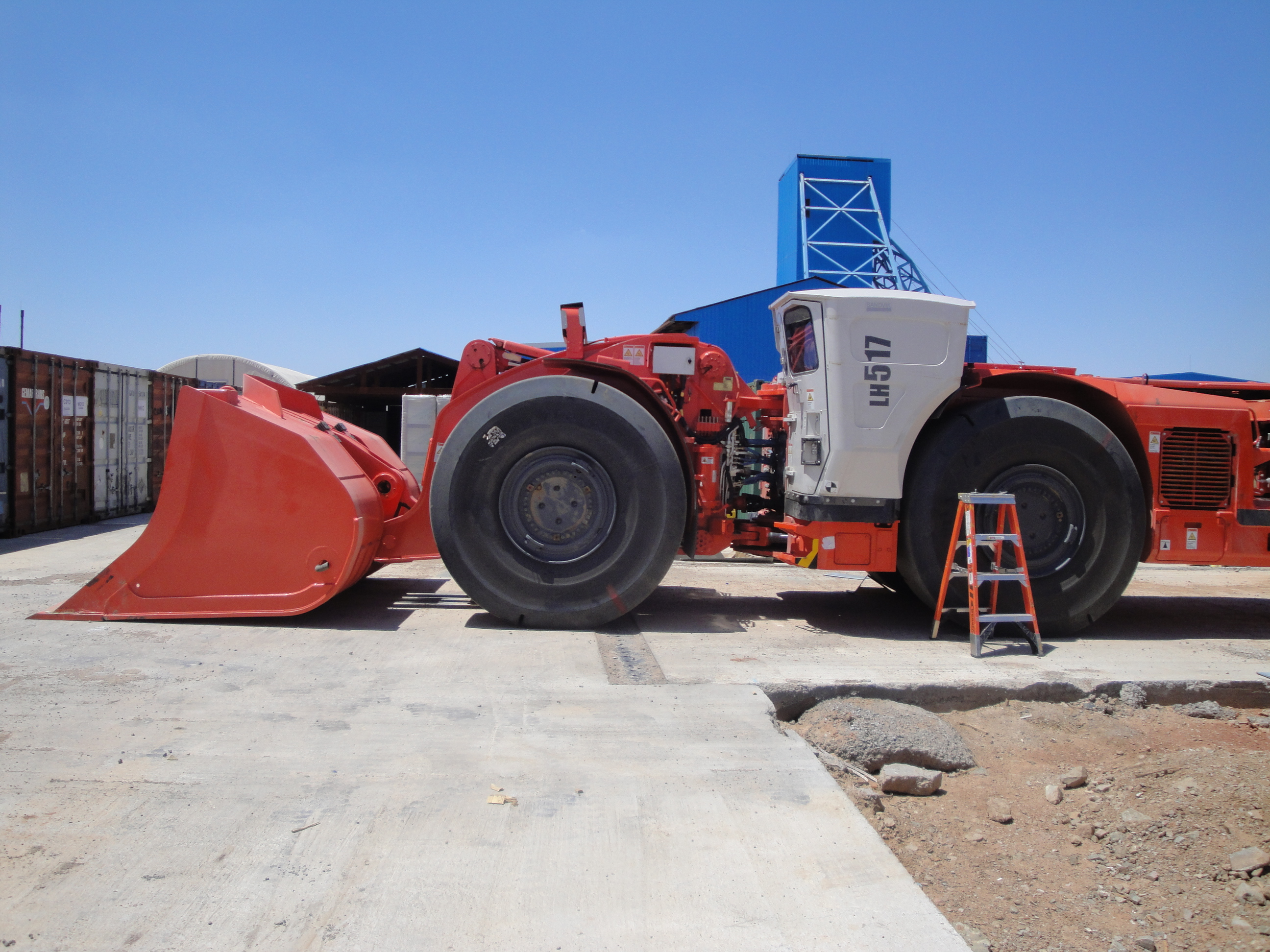
Gruvlastmaskin LH517 från Sandvik AB

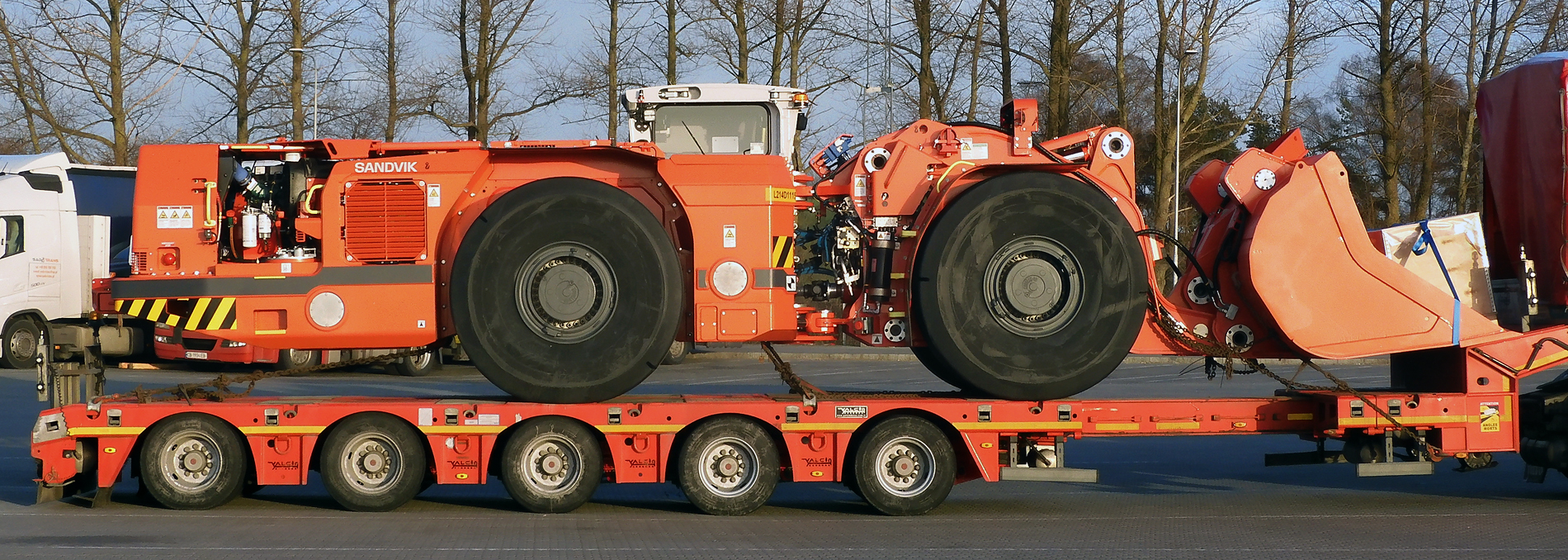
Gruvlastmaskin LH 514 från Sandvik AB.

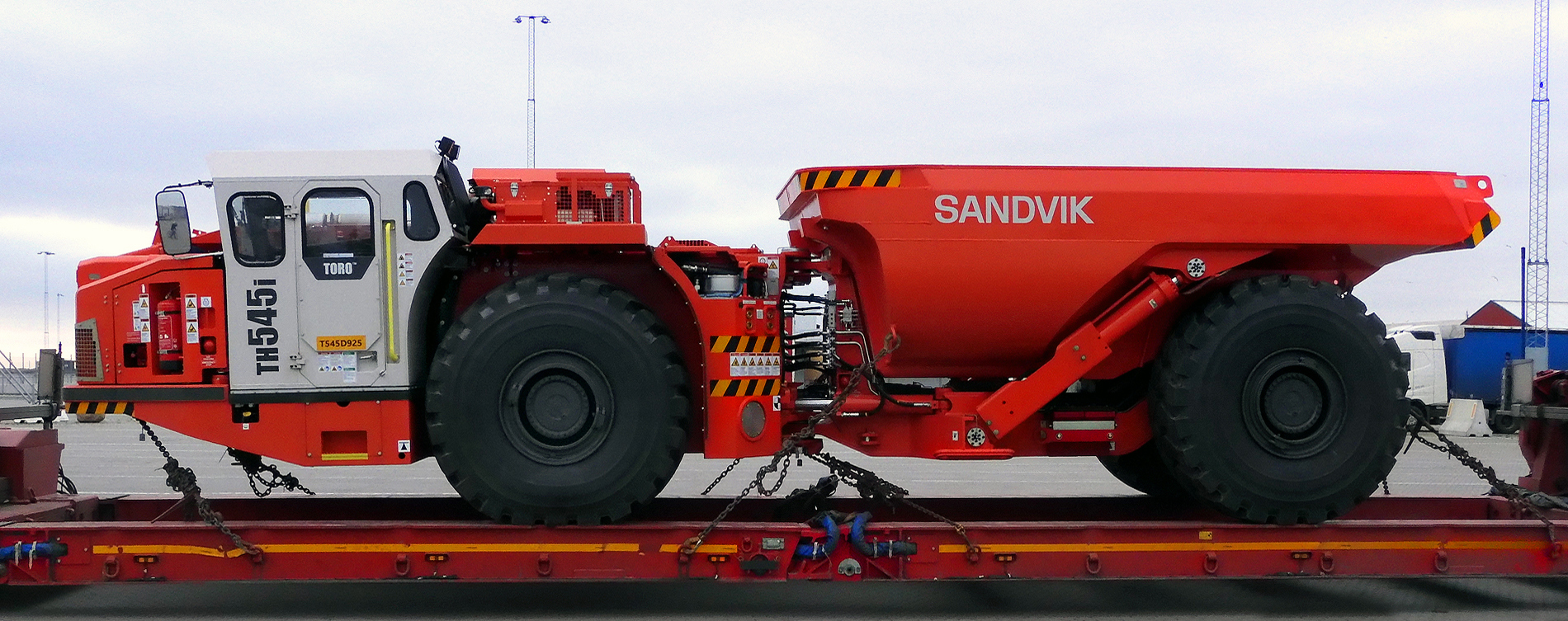
Sandvik TH 545i från Sandvik AB.

Gruvlastmaskin  är en särskild typ av hjullastare avsedd för lastning av bergmassor inom tunneldrivning och gruvdrift under jord med hjälp av skopa. En vanlig benämning är LHD, förkortning av den engelska benämningen Load Haul Dump (Lasta, Bära, Tippa). De största tillverkarna av LHD:s är Sandvik AB, Atlas Copco och Caterpillar

## Användningsområden
En LHD är endast avsedd för att lasta stora mängder lössprängt berg vid underjordsarbete och är därför oftast inte användbar för precisionsarbeten såsom planering och liknande. Dessutom, då skopan vanligen är fastmonterad, är den inte heller användbar för till exempel arbeten med gafflar eller andra former av arbetsredskap.

## Teknik
En LHD har i grunden samma utförande som en lastmaskin. De är antingen el- eller dieseldrivna, och försedda med mycket stora och robusta däck. Däcken är antingen grovmönstrade eller helt släta, den senare varianten oftast benämnda gruvdäck. Skopan är oftast antingen en spetsskopa eller en tandskopa. En LHD är vanligen försedd med fastmonterad skopa, till skillnad från vanliga hjullastare som oftast har snabbfästen för att enkelt kunna byta arbetsredskap. Skopvolymen är vanligen stor, och likaså bryt- och lyftkraft. Skopvolymen kan variera mellan ca 1-10m3 och en lyftkapacitet från några enstaka ton till upp över 20 ton. Dessutom är oftast en LHD försedd med sidmonterad hytt och diverse andra tekniska lösningar för att reducera höjden på fordonet för att möjliggöra arbete under jord. Synfältet i många LHD:s är mycket begränsat på grund av den sidmonterade och nersänkta hytten, den stora skopan och den likaledes stora motorkåpan. För att lösa detta är de försedda med ett flertal utanpåliggande kameror som operatören använder för att klargöra var fordonet befinner sig i förhållande till föremål i sin närhet. 